# 1. FC Langen 1903
1. FC Langen 1903 is een Duitse voetbalclub uit Langen, Hessen.

## Geschiedenis
In 1901 werd FC 1901 Langen opgericht. Twee jaar later sloten ze zich bij Turnverein Vorwärts aan maar aan het einde van het jaar werden ze opnieuw zelfstandig onder de naam Fußballclub 03. In 1906 sloten ze zich bij de Zuid-Duitse voetbalbond aan.
Na de Eerste Wereldoorlog werden ze opnieuw onderdeel van een turnclub, ditmaal TSV 1862. Maar nadat de Deutsche Turnerschaft besliste dat voetbalclubs gescheiden moesten worden van turnclubs werden ze terug zelfstandig op 1 mei 1925.
In 1928 promoveerde de club naar de hoogste klasse van de Hessense competitie. Na een aantal plaatsen in de middenmoot deed de club het voor het eerst goed in 1931/32 met een vierde plaats. Het volgende seizoen werd de club achtste. Hierna werd de Gauliga ingevoerd als hoogste klasse, waar de club zich niet voor plaatste. Zoals in wel meerdere steden werden door de NSDAP een aantal clubs verenigd tot een grootclub, zo ook in Langen waar TuSG Langen ontstond. Na de Tweede Wereldoorlog werd de club in 1946 heropgericht als VfR Langen en nam in 1951 terug de oude naam 1. FC Langen aan.
Na een aantal jaar in de 2. Amateurliga promoveerde de club in 1958 naar de 1. Amateurliga, de derde klasse. Beste plaats was de vijfde in 1962. In 1964 degradeerde de club. Een jaar later bereikten ze de finale van de Hessenpokal, maar verloren deze van Germania Wiesbaden. In 1970 degradeerde de club verder en zakte langzaam weg in de anonimiteit.